# Комбі Уатара I
Комбі Уатара I (*д/н–бл. 1750) — 3-й фагама (володар) держави Конг у 1745—1750 роках.

## Життєпис
Походив з династії Уатара. Син фагами Секу Уатара. За правління батька призначається головою фортеці й провінції Колома. Після смерті Секу у 1745 році виступив проти свого старшого брата Самандугу, що став фагамою. В боротьбу також втрутилися інші брати. Зрештою Комбі зумів повалити брата й стати фагамою. Водночас його 10 братів фактично стали напівнезалежними володарями, перетворивши державу Конг на федерацію. також стрийко Т'єба Уатара став незалежним фагамою держави Гвіріко.
Панував Комбі Уатара I десь до 1750 року, коли помер або був повалений братом Квереморі.